# Ulrik Thersner
Ulrik Thersner, född 2 april 1779 i Kyrkslätts socken i Finland, död 2 september 1828 i Västerås, var en svensk militär och tecknare, känd som upphovsman till verket Fordna och närvarande Sverige.

## Biografi
Thersner blev vid sju års ålder skeppsgosse vid flottan och tjänstgjorde som sådan under Gustav III:s ryska krig. Han blev sergeant vid Arméns flotta 1794 och fänrik 1799, samt förordnades 1804 till informationsofficer vid Göteborgs eskader och att utföra hydrografiska mätningar i Bohuslän. 1807 förflyttades han till Fältmätningskåren, där han 1808 blev löjtnant. 1808-09 medverkade han i Fälttåget mot Norge samt Finska krigets operationer på Åland och affärerna vid Sävar och Ratan. 1810 blev han kapten i armén. Som sådan deltog han i gränsregleringen mellan Sverige och Ryssland. 1811 blev han ledamot av Kungliga Krigsvetenskapsakademien. Under kriget 1813-14 hade han flera kommenderingar, bland annat som chef för ingenjörsarbetet vid Glückstadts belägring. 1814 blev han major i Fältmätningsbrigaden. Efter freden förrättade han triangelmätningar i Skåne 1815-17. År 1825 tog han avsked med överstelöjtnants rang.

## Fordna och närvarande Sverige
I Skåne hade Thersner 1816 tecknat flera herrgårdar, och han beslöt utge ett motstycke till Erik Dahlberghs Suecia antiqua et hodierna. Sitt verk kallade han Fordna och närvarande Sverige, och påbörjade år 1817 utgivningen av det. Carl Fredrik Akrell graverade bilderna som utfördes i akvatint. Efterhand anslöt sig Wilhelm Maximilian Carpelan till utgivningen. Skånedelen fullbordades år 1823, Östergötland påbörjades 1820 och Uppland och Södermanland 1824-25. Thersner skrev själv texten till bilderna.
Efter Thersners död fortsatte hans änka med vänners hjälp utgivningen, vilket aldrig hade erhållit offentligt understöd. Michael Gustaf Anckarsvärd tog över utgivningen, i litografisk form, fram till 1843. Arbetet kunde fortsättas, dels med Thersners efterlämnade teckningar som förlaga, dels genom att Anckarsvärd och andra bidrog med nya teckningar. I allmänhet brukar Anckarsvärds arbeten anses överlägsna Thersners. 1843 övertogs arbetet av Thersners dotter, Thora Thersner (1818-1867). Hon fortsatte utgivningen fram till sin död. Thora Thersner litograferade själv sina teckningar, som brukar anses samvetsgranna, om än något torra och svaga. Under hennes tid fortsattes och avslutades bland annat delen om Närke (1838-55). Hela verket omfattade vid Thora Thersners död 91 häften, innehållande 364 planscher med text. Utgivningen hade kostat varje subskribent 682 kronor och 50 öre.
Verket har utgivits i nytryck år 1946.

## Andra verk
Thersner utgav Några ord om musiken (1826) samt Om landskapsmålning (1828). Den senare är en ganska omfattande avhandling, i vilken han genomgår ämnets teoretiska, tekniska och konsthistoriska sidor, och särskilt karakteriserar åtskilliga av landskapskonstens mest framstående mästare av olika skolor. Thersner är representerad vid bland annat Nationalmuseum i Stockholm, Vänersborgs museum och Kalmar konstmuseum.

## Galleri

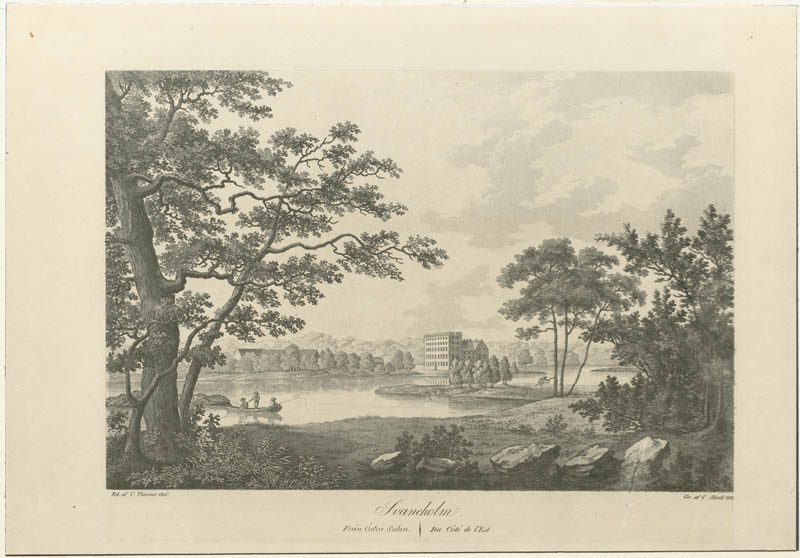
Svaneholms slott. Aquatint 1816, återgiven i verket Fordna och närvarande Sverige 1818
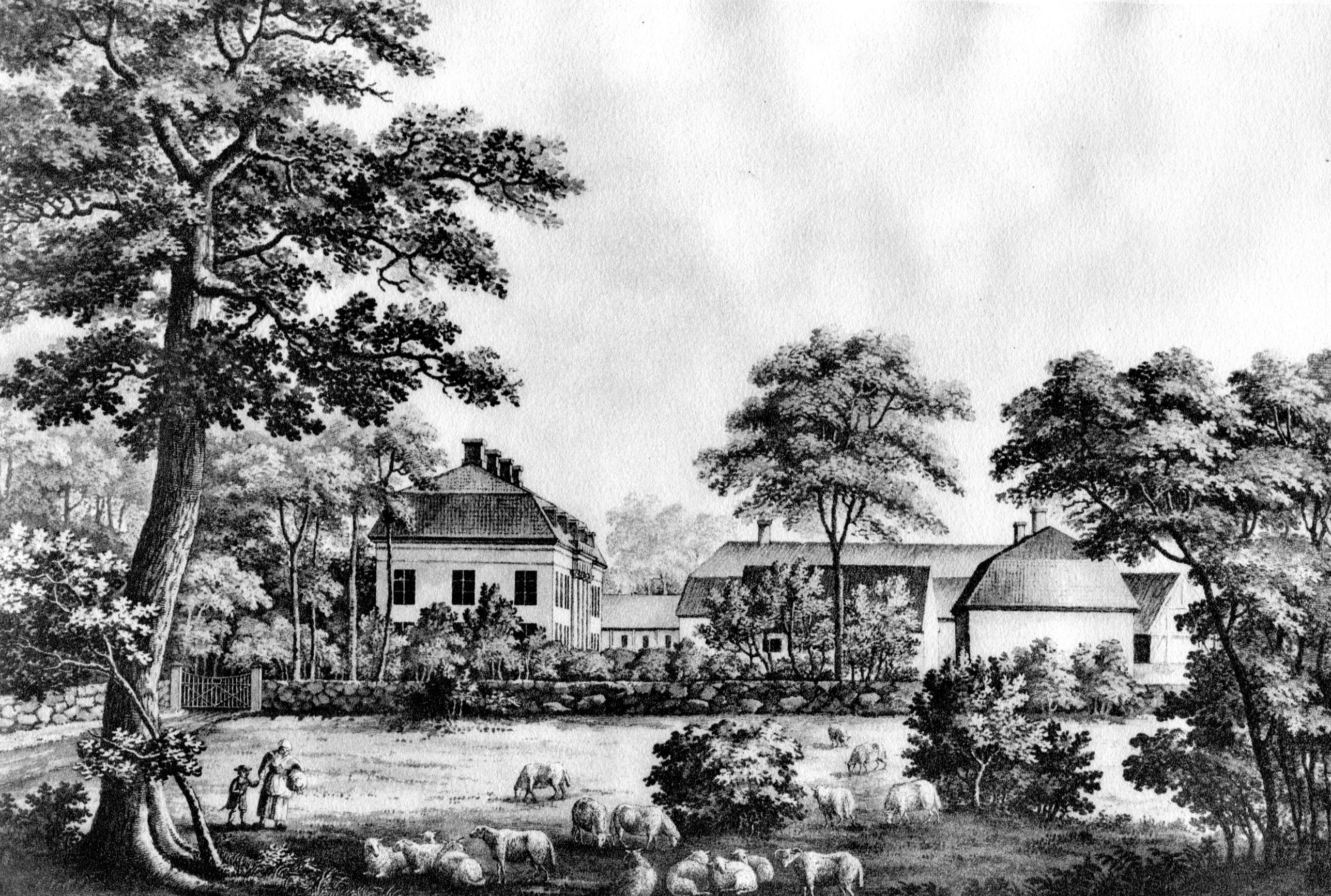
Skillinge säteri 1817.
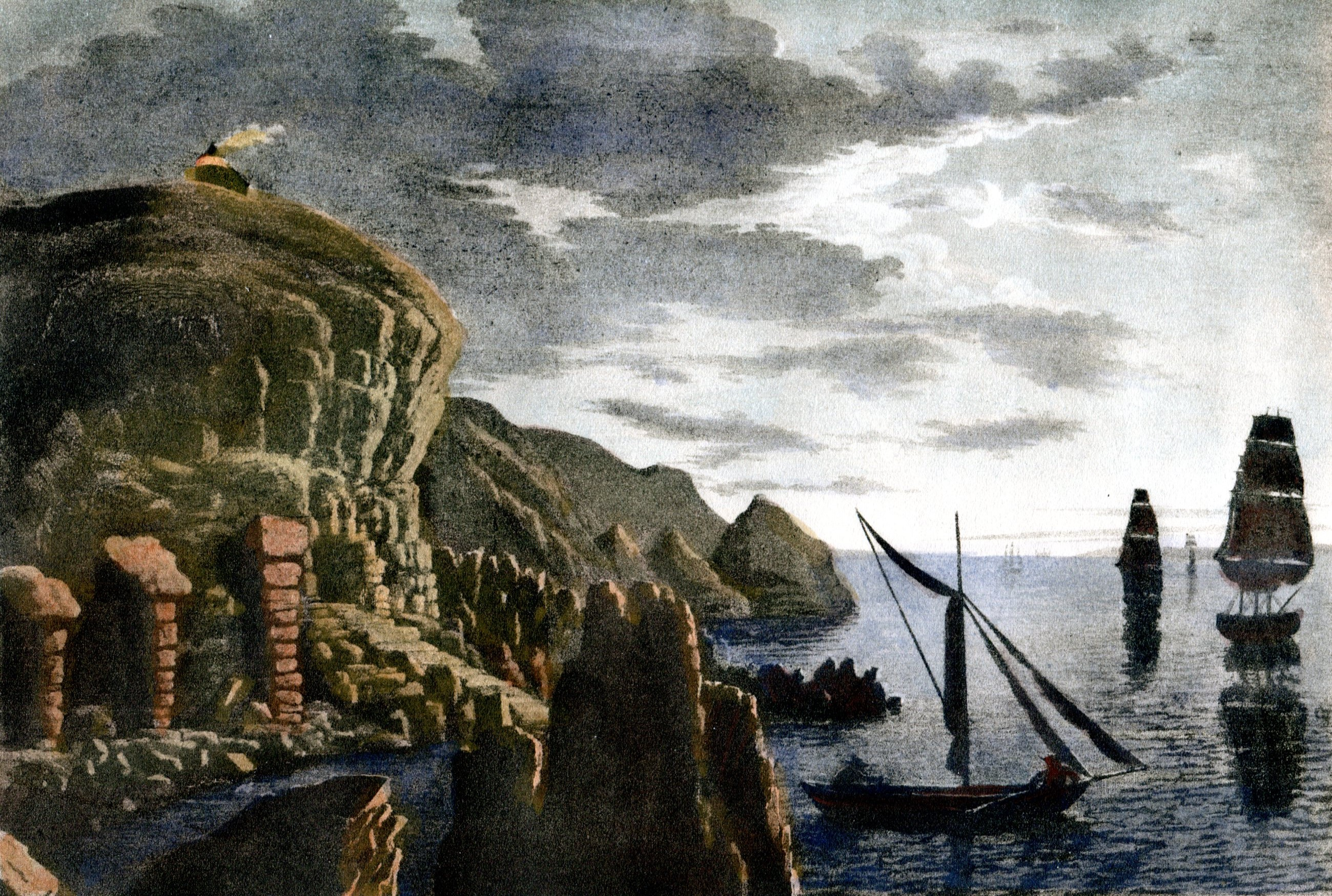
Kullens fyr 1817.
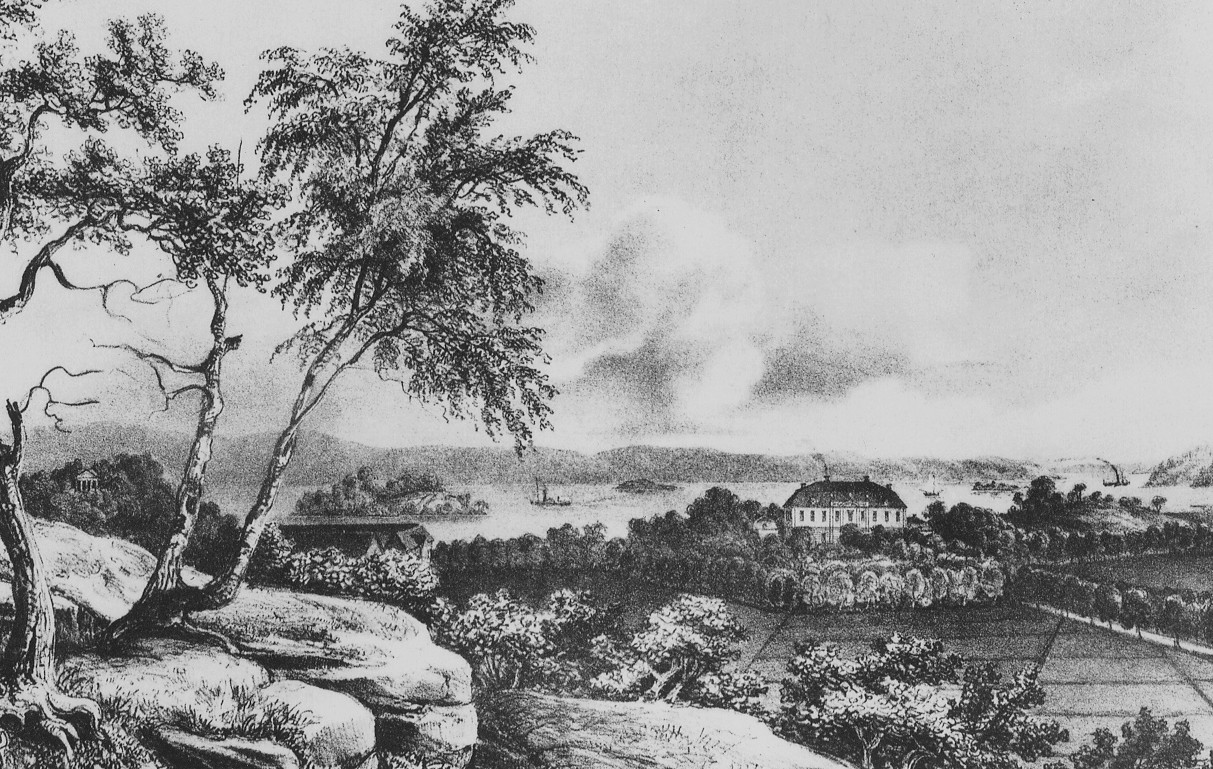
Sturehov 1817.

### Fotnoter
1. ↑  Nationalmuseum
2. ↑  Vänersborgs museum
3. ↑  ”Kalmar konstmuseum”. Arkiverad från originalet den 10 december 2017. https://web.archive.org/web/20171210231928/http://konstdatabas.designarkivet.se/index.php/Detail/Object/Show/object_id/173. Läst 10 december 2017.